# David Engel
David Engel (Göteborg, 17 ottobre 1967) è un ex tennista svedese.

## Carriera
In carriera ha vinto un titolo di doppio, il Geneva Open nel 1990, in coppia con l'argentino Pablo Albano. Nei tornei del Grande Slam ha ottenuto il suo miglior risultato raggiungendo il secondo turno nel singolare agli US Open nel 1990 e agli Australian Open nel 1991, e nel doppio all'Open di Francia nel 1991.

## Statistiche

### Doppio

#### Vittorie (1)
| Numero | Anno              | Torneo               | Superficie  | Compagno     | Avversari in finale      | Punteggio |
| 1.     | 16 settembre 1990 | Geneva Open, Ginevra | Terra rossa | Pablo Albano | Neil Borwick David Lewis | 6-3, 7-6  |